# Evolve World Tour
L'Evolve World Tour (anche trascritto come ƎVOLVE World Tour) è il terzo tour della band statunitense Imagine Dragons, in supporto del loro terzo album in studio, Evolve. Il tour è iniziato il 26 settembre 2017 a Phoenix, in Arizona, e si è concluso il 18 novembre 2018 a Città del Messico.

## Il tour
Nel maggio 2017, è stato rivelato sul profilo Twitter della band l'inizio di una tournée a sostegno dell'album Evolve. Il 18 settembre 2017, sono stati rivelati gli spettacoli europei del tour, 23 in tutto.